# Place Gustave-Toudouze
La place Gustave-Toudouze est une voie située dans le quartier Saint-Georges du 9e arrondissement de Paris.

## Situation et accès
La place Gustave-Toudouze est desservie par la ligne 12 à la station Saint-Georges.

## Origine du nom
Elle porte le nom du romancier et journaliste Gustave Toudouze (1847-1904).

## Historique
En vertu d'une ordonnance royale du 21 avril 1830, M. Bréda, un propriétaire local, a été autorisé à convertir le passage qui portait son nom en deux rues publiques, l'une, la rue Bréda, de 11,69 mètres, l'autre, la rue Clauzel, de 9,75 mètres de largeur, formant à leur jonction une place triangulaire, la « place Bréda ». Les conditions suivantes furent imposées à ce propriétaire : 
- de livrer gratuitement à la ville de Paris le sol des deux rues et de la place triangulaire qui sera formée à leur rencontre ;
- de supporter les premiers frais de pavage, d'éclairage et d'établissement de trottoirs ;
- de ne pas élever au-delà de 16 mètres de hauteur les maisons à construire dans la rue Clauzel, qui débouchera sur la rue des Martyrs, et qui n'aura que 9,75 mètres de largeur ;
- l'élargissement à 11,69 mètres de la rue Bréda aura lieu immédiatement sur tous les terrains appartenant actuellement à M. Bréda, et seulement par mesure de voirie, au-devant des propriétés qui lui appartiennent.

La place prend sa dénomination actuelle en 1954.

## Bâtiments remarquables et lieux de mémoire
- L'immeuble du no 4 est inscrit depuis 1977 aux monuments historiques[3].
- La place accueille l'une des fontaines Wallace du quartier.